# Mukbilat al-Bira
Mukbilat al-Bira – wieś w Syrii, w muhafazie Aleppo, w dystrykcie Manbidż. W 2004 roku liczyła 350 mieszkańców.